# Darci Menezes
Darci Menezes (* 24. September 1949 in Bagé) ist ein ehemaliger brasilianischer Fußballspieler. Er gewann in seiner Karriere verschiedene nationale sowie internationale Meisterschaften.
Der Spieler trat hauptsächlich für den Cruzeiro EC aus Belo Horizonte an. Für die Füchse aus Minas Gerais soll er in verschiedenen Wettbewerben 417 Spiele bestritten und 17 Tore erzielt haben. Sein größter Erfolg war der Sieg bei der Copa Libertadores 1976.
Er gehörte zum Kader der Nationalmannschaft Brasiliens bei der Copa América 1975, wurde allerdings nicht eingesetzt.

## Erfolge
Cruzeiro
- Staatspokal von Minas Gerais: 1973
- Campeonato Mineiro: 1968, 1969, 1972, 1973, 1974, 1975, 1977
- Copa Libertadores: 1976